# Erica pyramidalis
Erica pyramidalis är en ljungväxtart som beskrevs av William Aiton. Erica pyramidalis ingår i släktet klockljungssläktet, och familjen ljungväxter. Utöver nominatformen finns också underarten E. p. vernalis.

## Bildgalleri

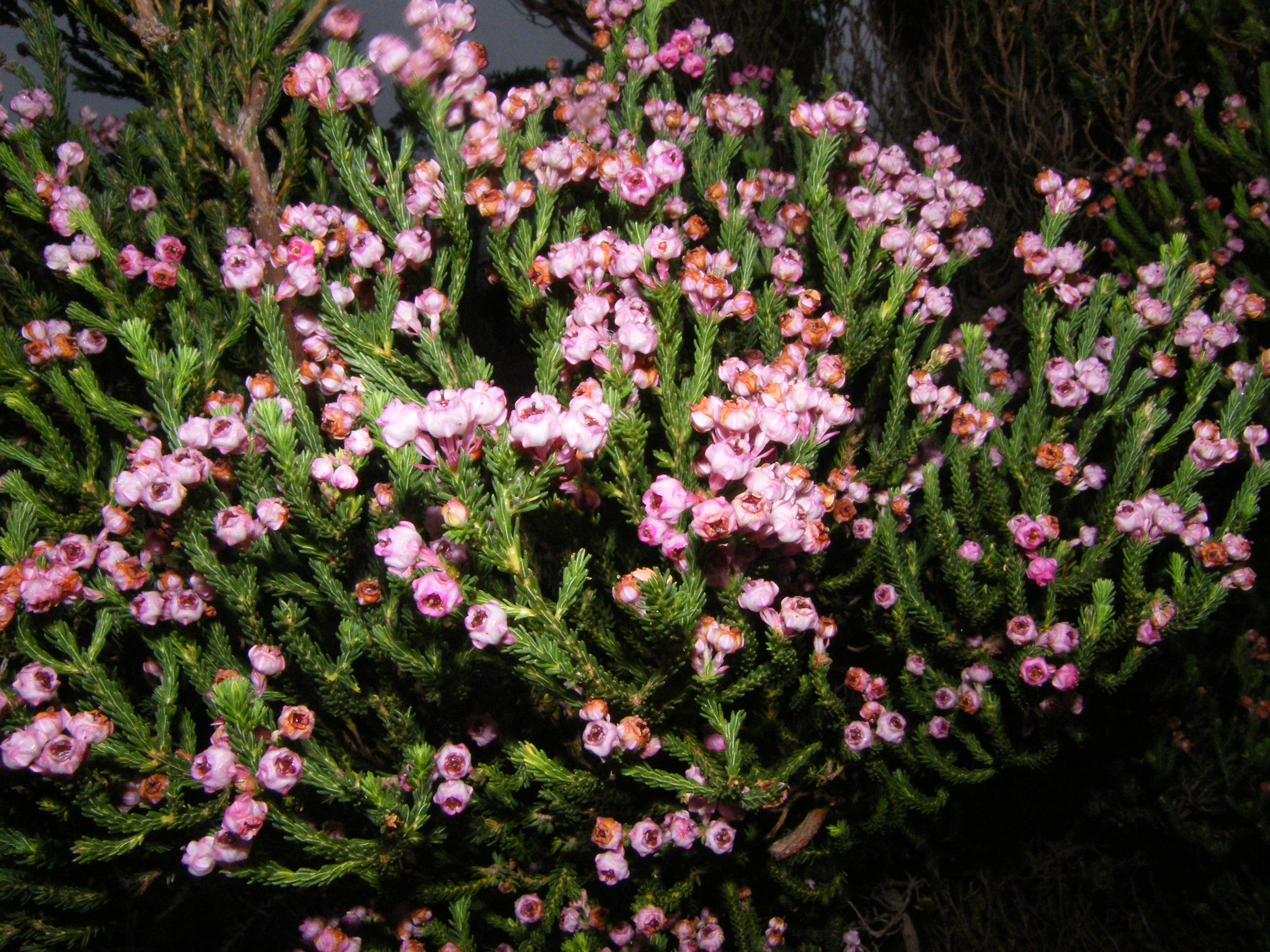
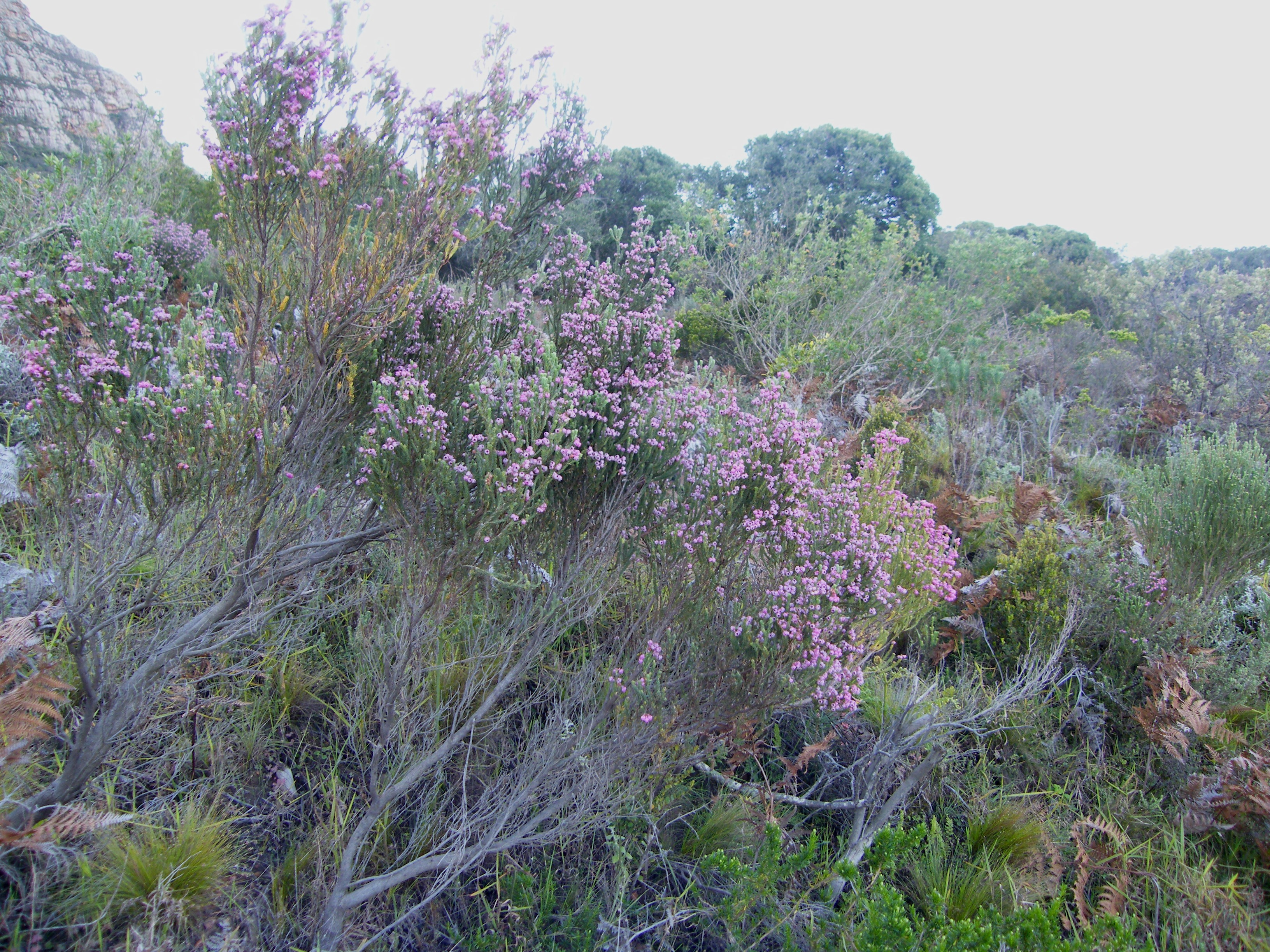